# Ag2Eu
Ag2Eu是一种二元金属间化合物，由银和铕构成。

## 制备及性质
Ag2Eu可由相应的单质共熔得到：
{\displaystyle {\mathsf {2Ag+Eu\ {\xrightarrow {792^{o}C}}\ Ag_{2}Eu}}}
它的Néel型转变温度为TN=10 K。

## 结构
Ag2Eu晶体属正交晶系，空间群Imma，晶胞参数a = 0.4785 nm，b = 0.7536 nm，c = 0.8168 nm，Z = 4，具有CeCu2结构。